# Cripta del Cappuccino Vecchio
La cripta del Cappuccino Vecchio, detta anche dell'Abbondanza Vecchia, sorge a destra del complesso rupestre della Madonna dell'Abbondanza.